# Гард (амерички фудбал)
Гард или чувар (енгл. Guard), скраћено G је позиција у америчком фудбалу. Део је нападачке формације и у тиму постоје два играча на овој позицији, који се налазе са леве (LG) и десне стране (RG) центра. Главни задатак им је да чува квотербека од продора дефанзивне линије приликом пас-игре или да блокира приликом игре трчања. Они су једни од најкрупнијих играча на терену и отприлике нису нижи од 190 цм и тешки мање од 120 кг.  